# Sensible Software
Sensible Software war ein britisches Spieleentwicklerstudio, das 1986 von Musiker und Software-Entwickler Chris Yates und Grafiker Jonathan Hare gegründet wurde. 1987 kam es mit dem Titel Wizball zum europaweiten Durchbruch. Entwickelt wurde anfangs für den Commodore 64. Mit International 3D Tennis entwickelten sie ihr erstes Sportspiel mit Vektorgrafik. Nachdem ihre Spiele von anderen Firmen schlecht portiert wurden, stiegen sie selbst in die Entwicklung für die 16-Bit-Architektur auf den Plattformen Amiga und Mega Drive ein.
Zwischen 1988 und 1990 trat Martin Galway dem Team bei. Mit den Erlösen der erfolgreichen Titel Mega lo Mania, Sensible Soccer und Cannon Fodder konnte das Team auf 20 Mitarbeiter wachsen. Unter anderem kamen Chris Chapman, Richard Joseph, Dave Korn und Stoo Cambridge hinzu. In den Jahren vor der Geschäftsaufgabe wurden Fortsetzungen innerhalb der Sensible World of Soccer Reihe, sowie das erfolglose Sensible Golf produziert. 1999 erfolgte die Übernahme durch Codemasters.

## Ludographie
- Twister, Mother of Charlotte (1985)
- Parallax (1986)
- Galaxibirds (1986)
- Wizball (1987)
- Shoot-’Em-Up Construction Kit (1987)
- Oh No (1988)
- MicroProse Soccer (1988)
- International 3D Tennis (1990)
- Insects in Space (1991)
- Mega Lo Mania (1991)
- Wizkid (1992)
- Sensible Soccer (1992)
- Sensible Soccer International Edition (1992)
- Sim Brick (1992)
- Sensible Soccer 92/93 (1993)
- Cannon Fodder (1993)
- Cannon Fodder 2 (1994)
- Sensible World of Soccer (1994)
- World Championship Soccer 2 (1994)
- Sensible Golf (1995)
- Sensible World of Soccer 95/96 (1995)
- Sensible Train Spotting (1995)
- Sensible World of Soccer European Championship Edition (1996)
- Sensible World of Soccer 96/97 (1996)
- Sensible Soccer '98 (1998)
- Sensible Soccer European Club Edition (1998)